# Prefeituras do Togo

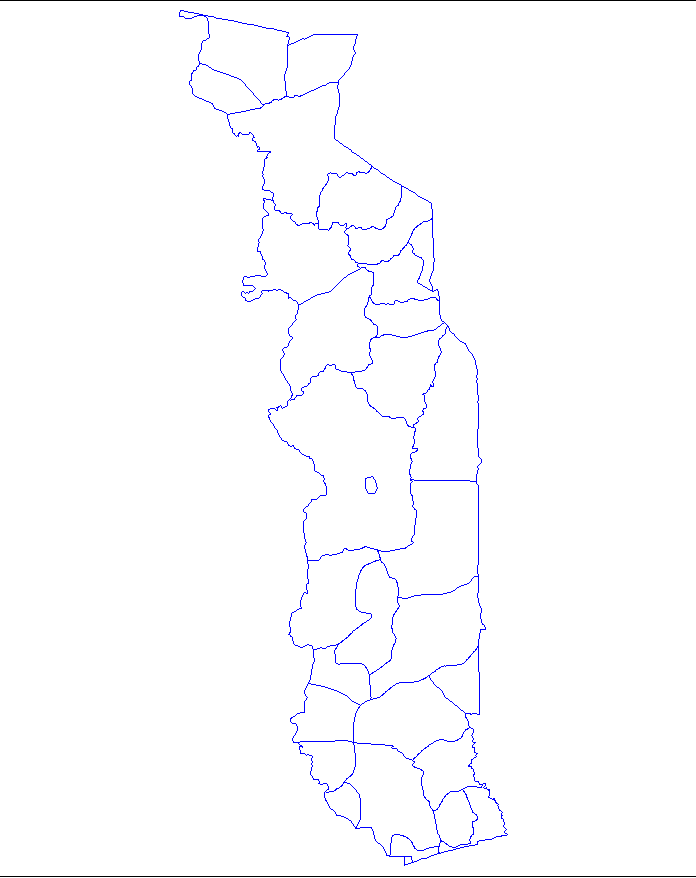
Prefeituras do Togo.

As regiões do Togo são subdivididas em 30 prefeituras e uma comuna. Os seguintes mapas de referência mostram as prefeituras, por região:

## Centrale

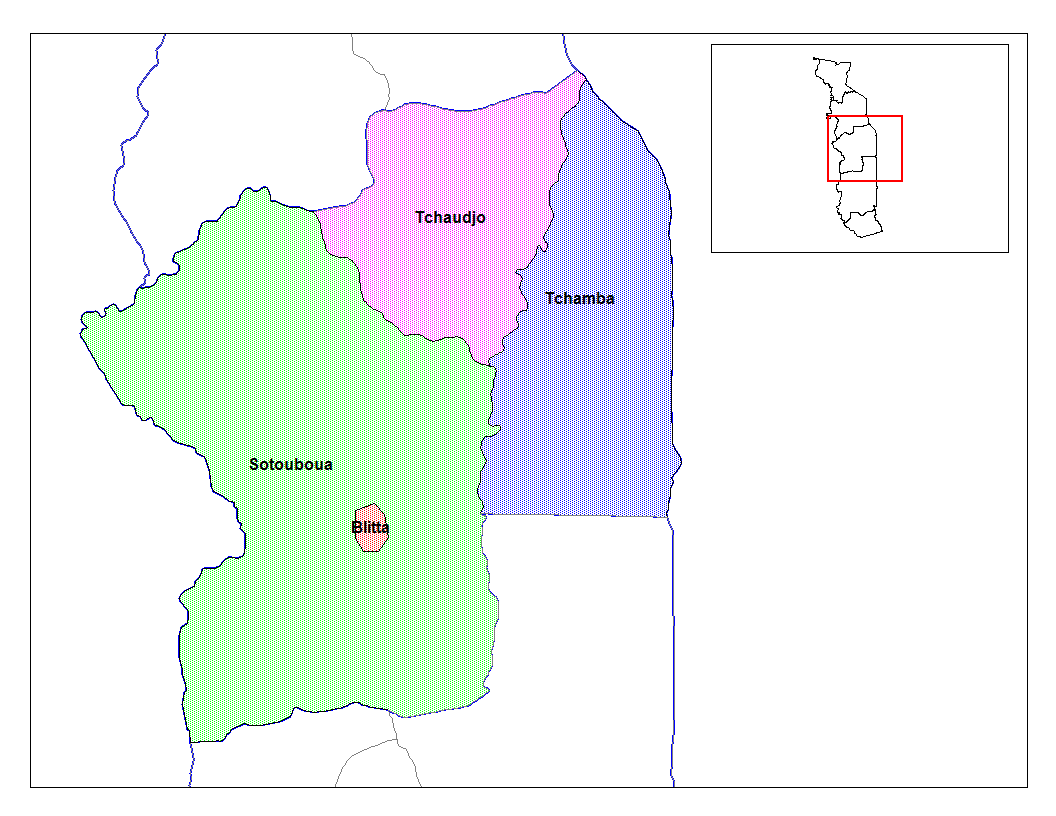
Prefeituras de Centrale.

- Blitta
- Sotouboua
- Tchamba
- Tchaudjo

## Kara

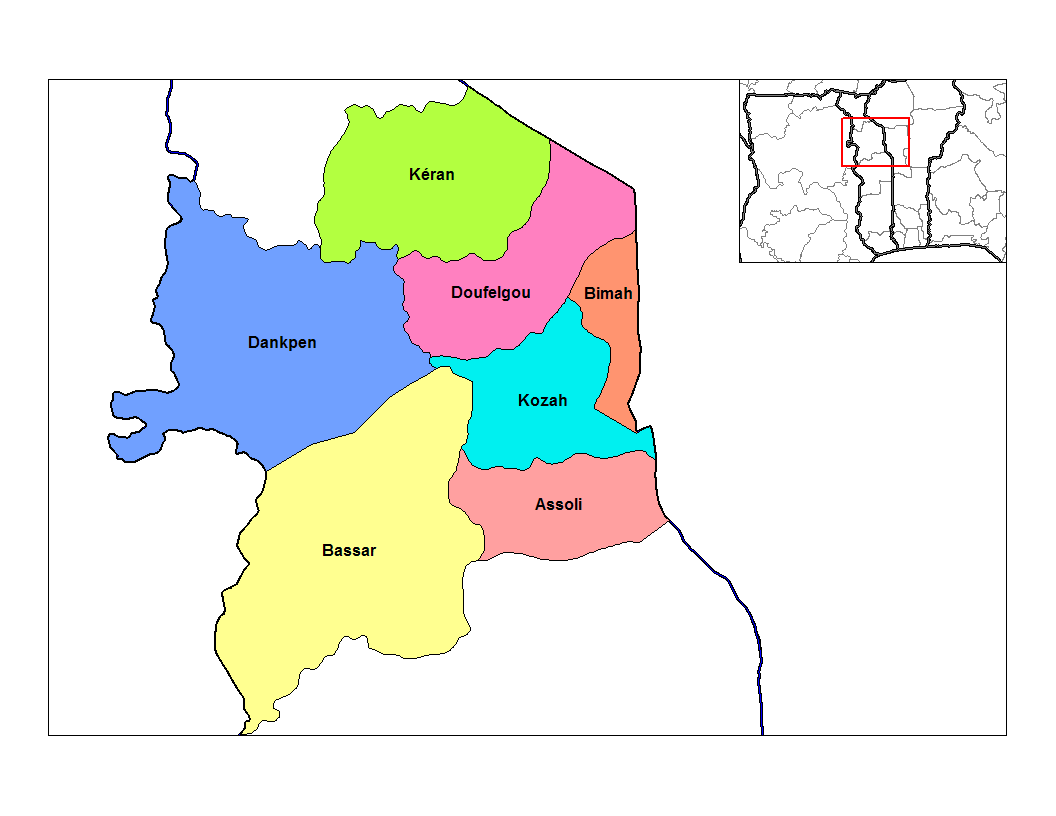
Prefeituras de Kara.

- Assoli
- Bassar
- Bimah
- Dankpen
- Doufelgou
- Kéran
- Kozah (or Koza)

## Maritime

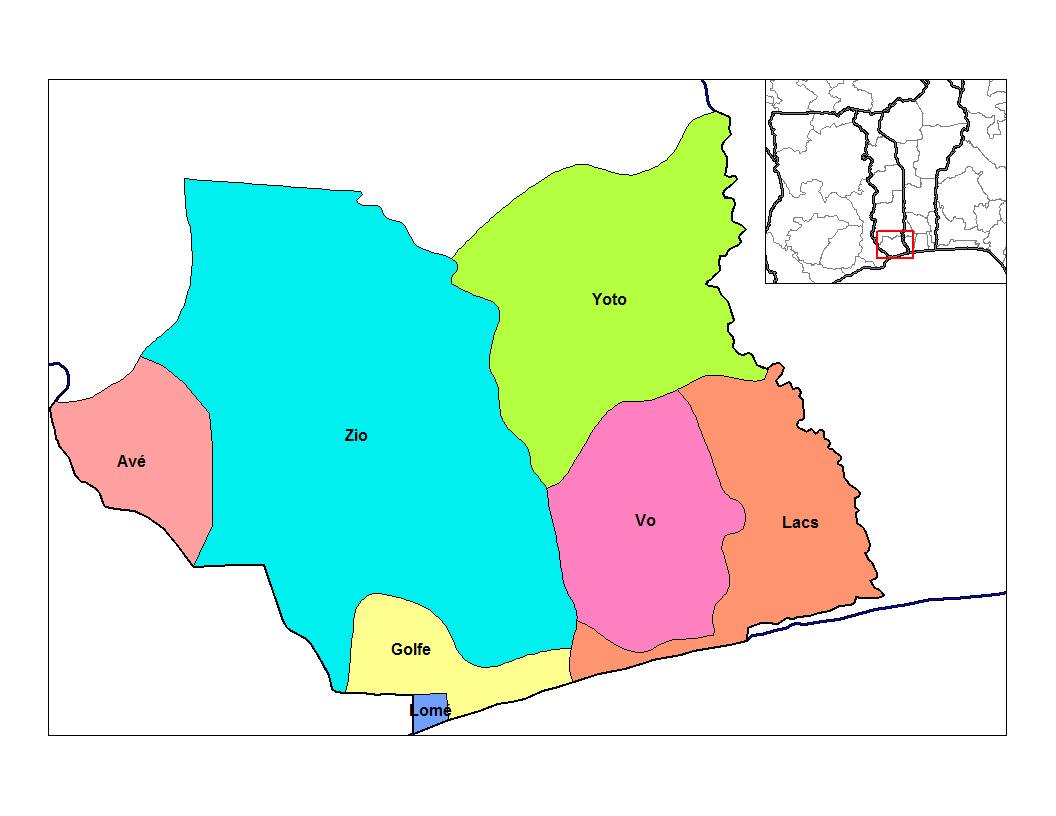
Prefeituras de Maritime.

- Avé
- Golfo
- Lacs
- Vo
- Yoto
- Zio
- Lomé (comuna)

## Plateaux

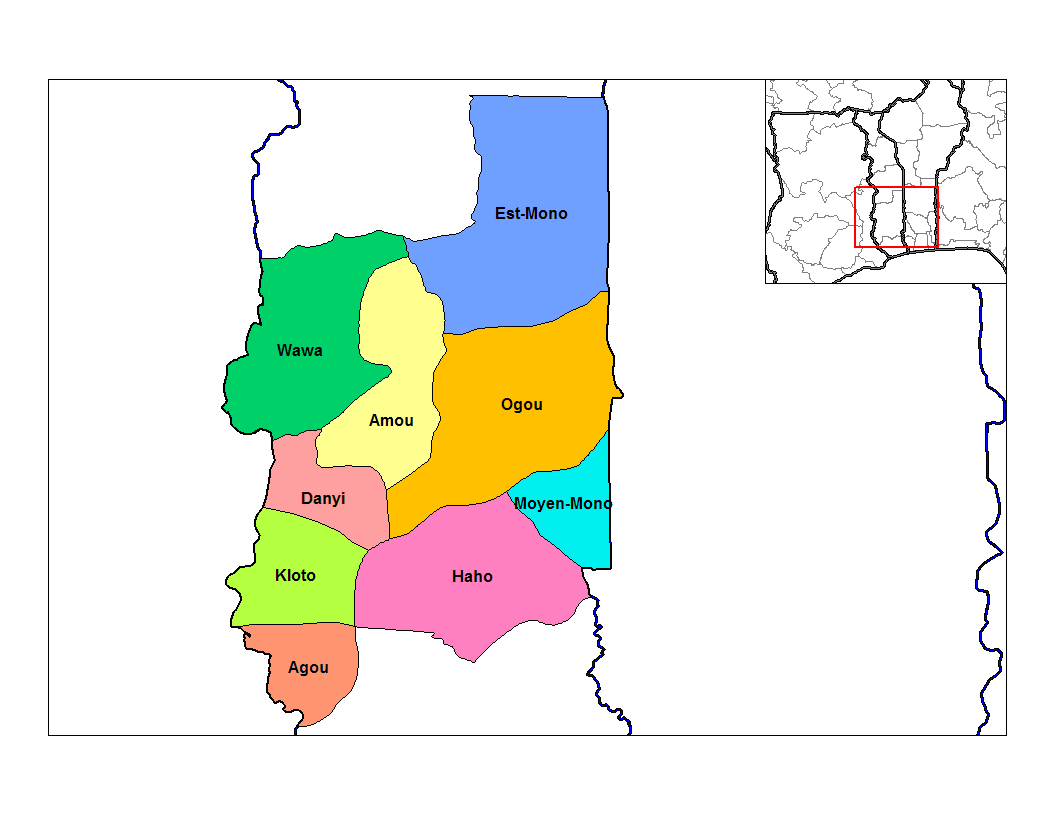
Prefeituras de Plateaux.

- Agou
- Amou
- Danyi
- Est-Mono
- Haho
- Kloto
- Moyen-Mono
- Ogou
- Wawa

## Savanes

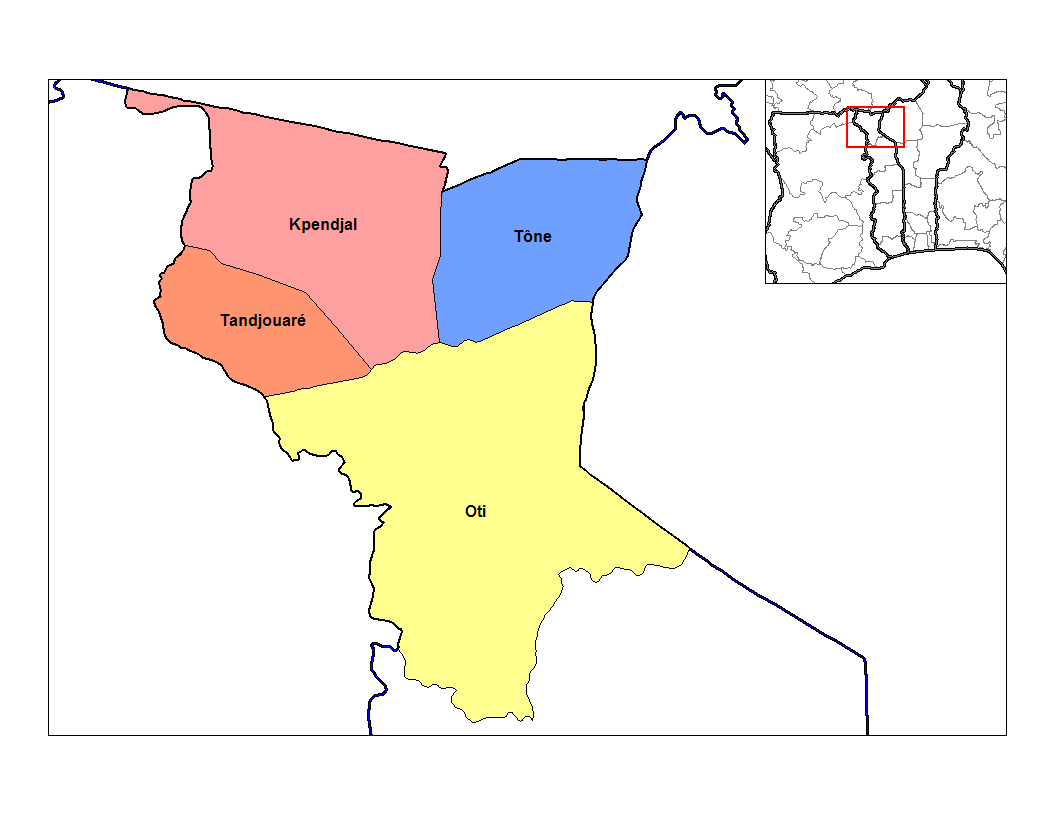
Prefeituras de Savanes.

- Kpendjal
- Oti
- Tandjouaré
- Tône